# San Matteo delle Muratte
San Matteo delle Muratte era uma capela e, mais tarde, uma igreja devocional localizada no interior do antigo Palazzo dei Sabini, demolido em 1913, num trecho de um quarterião delimitado pela Via delle Murate, a Via dei Sabini e um trecho da Via di Santa Maria in Via, no rione Trevi de Roma. Era dedicada a São Mateus Evangelista.

## História
O Palazzo dei Sabini foi construído por Ferdinando Fuga e Luigi Vanvitelli por volta de 1748. Durante o reinado do papa Pio VI (r. 1775-1799), o Collegio Sabino foi fundado para educar os jovens rapazes da região e, em 1802, adquiriu o palácio. Em 1810, durante a ocupação francesa de Roma, a antiga igreja de San Matteo in Merulana foi demolida. Quando o papa Pio VII (r. 1800-1823) retornou ao poder, em 1814, ele declarou a capela do palácio como sendo sucessora dos privilégios inerentes à igreja demolida. Portanto, o pequeno espaço devocional se tornou uma igreja.
O palácio, que ocupava todo o lado norte de um quarteirão perto da Via del Corso, foi demolido em 1813 como parte de uma reurbanização da região que levou inclusive a uma mudança no traçado das ruas.

## Descrição
A igreja não tinha uma identidade arquitetura própria e era apenas uma sala no palácio localizada imediatamente após a entrada. Como toda igreja, era aberta ao público. 